# Love at First Sight (Kylie Minogue)
Love at First Sight is een nummer van de Australische zangeres Kylie Minogue uit 2002. Het is de derde single van haar achtste studioalbum Fever.
"Love at First Sight" gaat over verliefd worden en, zoals de titel al doet vermoeden, over liefde op het eerste gezicht. In Minogue's thuisland Australië was het nummer zeer succesvol met een 3e positie. In de Nederlandse Top 40 haalde het daarentegen een bescheiden 15e positie, terwijl het in de Vlaamse Ultratop 50 op de 25e positie terechtkwam.
Op Minogue's debuutalbum I Should Be So Lucky (1987) staat een nummer met dezelfde titel. De tekst en muziek zijn echter compleet anders.